# Sloan (Nueva York)
Sloan es una villa ubicada en el condado de Erie en el estado estadounidense de Nueva York. En el año 2000 tenía una población de 3,775 habitantes y una densidad poblacional de 1,836.1 personas por km².

## Geografía
Sloan se encuentra ubicada en las coordenadas 42°53′40″N 78°47′29″O / 42.89444, -78.79139.

## Demografía
Según la Oficina del Censo en 2000 los ingresos medios por hogar en la localidad eran de $29,420, y los ingresos medios por familia eran $39,863. Los hombres tenían unos ingresos medios de $31,679 frente a los $23,438 para las mujeres. La renta per cápita para la localidad era de $15,964. Alrededor del 11.5% de la población estaban por debajo del umbral de pobreza.